# Außenthermometer
Ein Außenthermometer dient zur Messung der Lufttemperatur außerhalb eines Gebäudes.

## Wissenschaftliche Außenthermometer

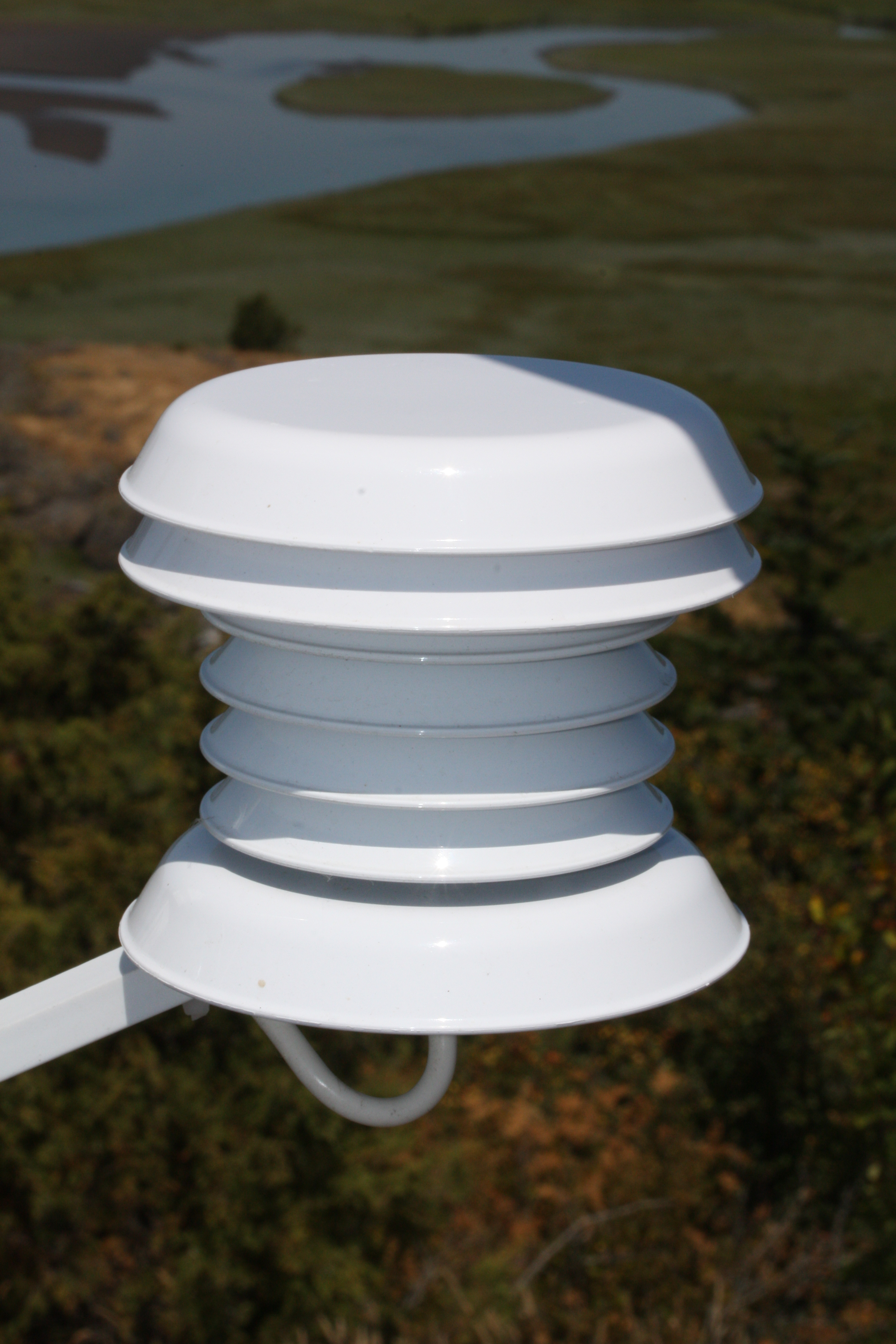
Außenthermometer mit Wetterhütte

Thermometer zur wissenschaftlichen Messung der Lufttemperatur müssen strahlungsgeschützt sein, gleichzeitig aber guten Kontakt mit der Außenluft haben. Ein Bodenabstand von 2 m Höhe und eine Wetterhütte erfüllen diese beiden Kriterien.

## Haushaltsübliche Außenthermometer

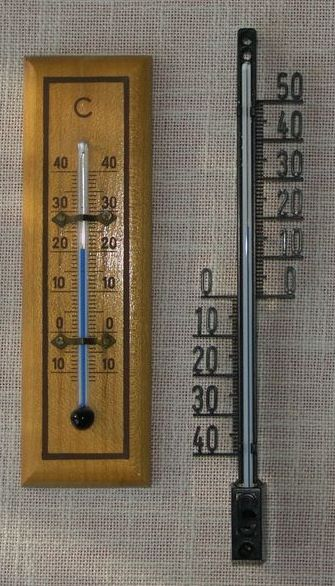
Übliches Zimmer- und Außenthermometer

Die meisten Außenthermometer sind nach wie vor Ausdehnungsthermometer, die z. B. mit Alkohol gefüllt sind. Quecksilberthermometer findet man noch im Bestand, werden aber in der EU nicht mehr verkauft. Auch Bimetall-Thermometer sind verbreitet, jedoch etwas ungenauer und oft für Erschütterungen empfindlich. Am besten sind meist die Ausführungen als Messfühler, deren Sensoren überwiegend mit Halbleiter- oder Thermoeffekt arbeiten.

## Anbringung und Messgenauigkeit
Genaue Temperaturmessungen sind nur in bewegter Luft möglich, weshalb das Außenthermometer so montiert werden muss, dass es nicht von stehender Luft umgeben ist – d. h. in geeigneter Entfernung vom Gebäude. Ebenso wichtig ist die Vermeidung von Sonnenstrahlung, weshalb es immer im Norden des Gebäudes anzubringen ist. Dennoch könnte es auch hier im Sommer für zweimal 2 Stunden in der Sonne sein, die bei uns zwischen Mai und August fast im Nordosten aufgeht und fast im Nordwesten unter. Im Allgemeinen ist daher die Fensterlaibung eines Nordfensters am besten geeignet, auf die auch frühmorgens oder abends der Schatten von Bäumen fällt.
Bei Unachtsamkeit sind Messfehler von 2–4 °C keineswegs ungewöhnlich. Neben der Eigenwärme des Gebäudes (gegen die schon einige Zentimeter Abstand vom Fensterglas helfen) kann auch die Rückstrahlung eines Nachbargebäudes die Messung um 1–2 °C verfälschen. Empfehlenswert ist auch ein Vergleich mit einem geeichten Instrument, z. B. einem guten Schleuderthermometer. Der systematische Fehler von marktüblichen Außenthermometern liegt nur bei teuren Exemplaren unter 1 °C und kann durchaus 2–3 °C erreichen.
Bei der Ablesung selbst ist darauf zu achten, waagrecht auf die Thermometer-Skala zu blicken. Andernfalls kann ein Parallaxenfehler von 1 °C und mehr entstehen.

## Trivia
Die Zeit, die ein Thermometer braucht, um sich an die Lufttemperatur anzupassen wird bei Wind wesentlich verkürzt.
Die Schätzung der Lufttemperatur kann bei Windstille und entsprechender Erfahrung auf 1–3 °C genau gelingen. Die gefühlte Temperatur bei Wind wird jedoch durch den Windchill erheblich kälter eingeschätzt.

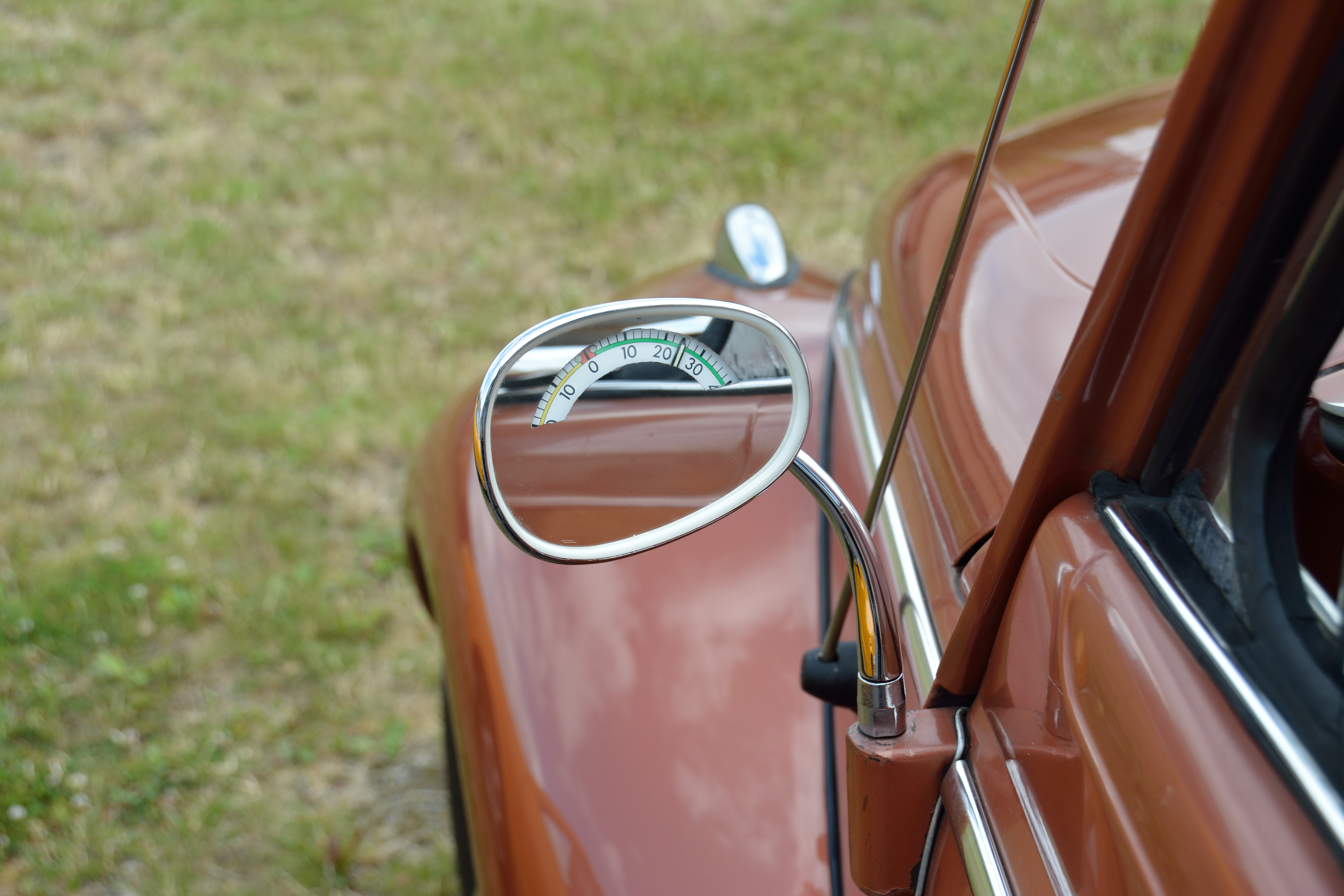
Außenthermometer im Rückspiegel eines VW-Käfers Cabrio von 1956

Bei Außenthermometern, die in Autos verbaut sind, ist beim Start der angezeigte Wert im Sommer bei Sonneneinstrahlung zu hoch, kann aber nach kalten Nächten durch die Ausstrahlung auch zu niedrig liegen.
Vereinzelt kann man durch Beachten der Temperaturänderung eine Art meteorologische Navigation betreiben, beispielsweise bei der Ortung des Jetstreams.